# Inondations européennes de 2005

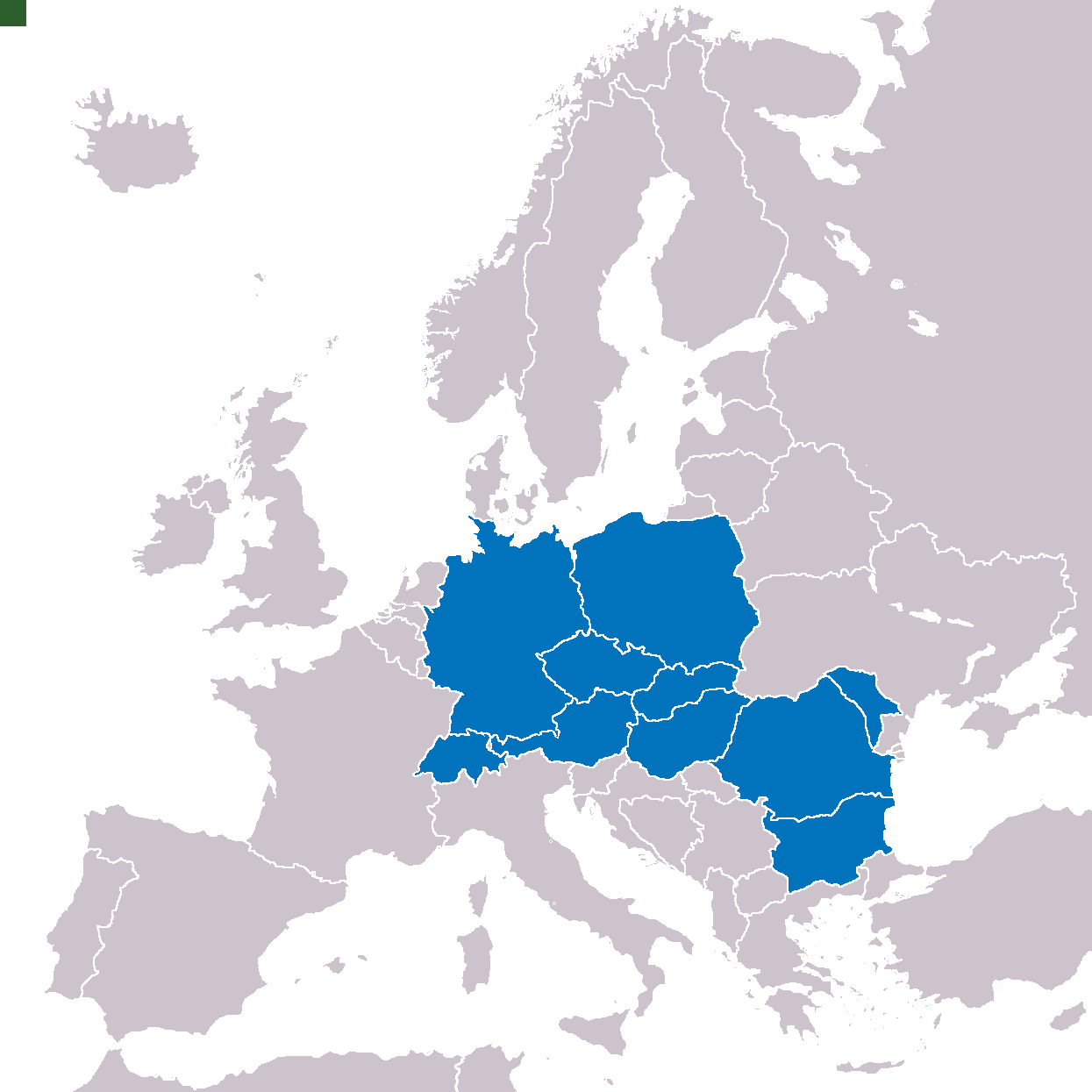
Pays touchés par les inondations en 2005.

Les inondations européennes de 2005 causée par une dépression ligure ont touché principalement la Roumanie, la Suisse, l'Autriche et l'Allemagne, de même que quelques autres pays d'Europe centrale au cours du mois d'août 2005. Le compte des victimes s'élève à 42 morts, dont 31 en Roumanie, six en Suisse et cinq en Autriche ou en Allemagne. Des milliers de personnes ont été évacuées de leurs domiciles ; les précipitations sont celles qui ont causé les inondations les plus sévères en Europe depuis les inondations 2002.

## Régions touchées

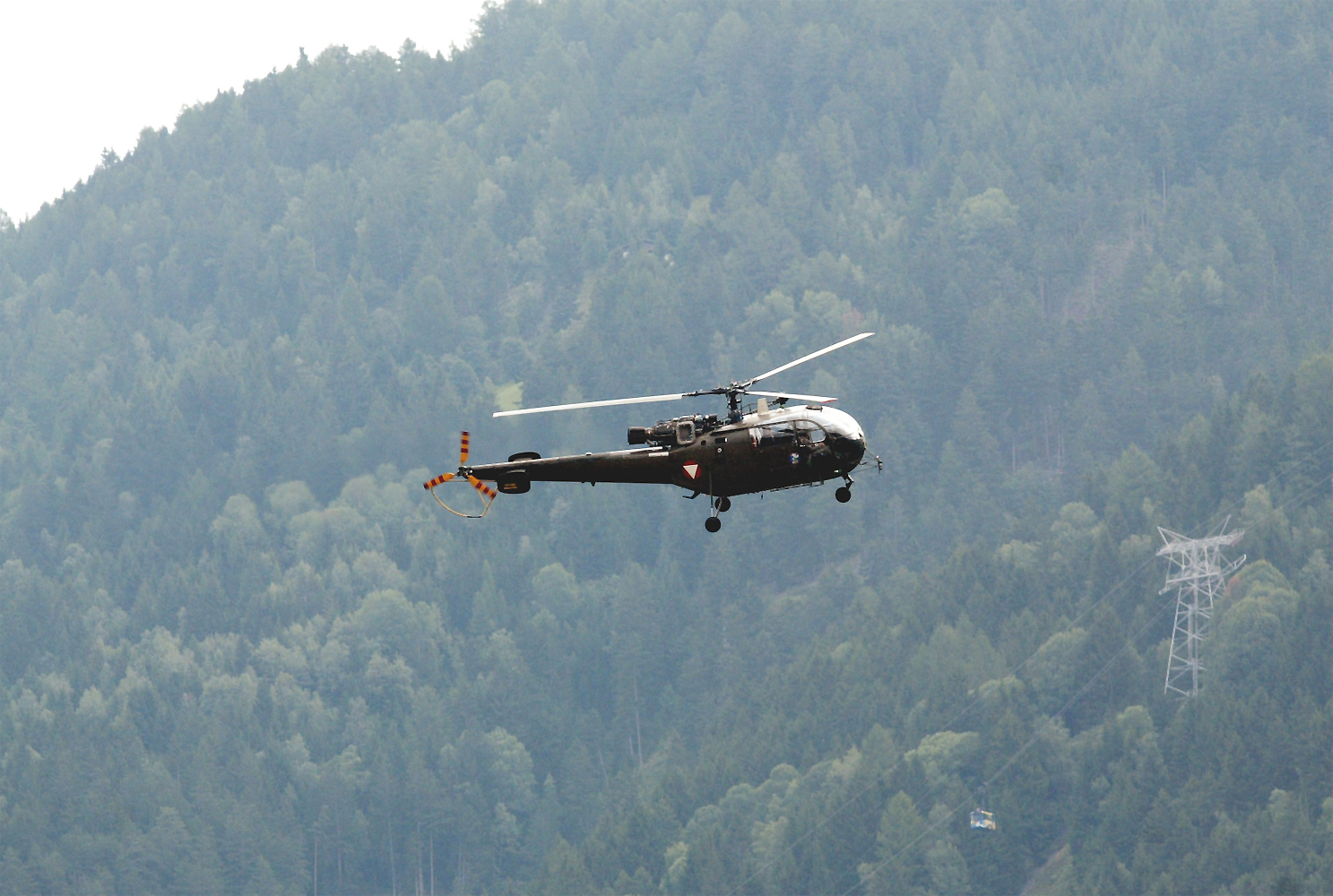
Les secours mobilisés en hélicoptère, ici une Alouette.

### Roumanie
Confrontée aux inondations les plus puissantes et les plus étendues, la Roumanie est la plus touchée par les inondations 2005 en Europe, et compte le plus grand nombre de victimes, avec 31 morts. On estime le total des dommages à plus de 5 milliards de lei (1,5 milliard d'euros).
Les inondations étaient particulièrement aiguës dans le județ de Harghita, où l'inondation a frappé la ville d'Odorheiu Secuiesc et les localités environnantes de la mi-août à la fin du mois. Le pic des inondations a été atteint du 24 au 25 août, avec dix personnes tuées, cinq disparus connus et 1 400 foyers inondés.
D'autres régions touchées notablement en fin août sont les județe de Mureș, de Prahova et de Bistrița-Năsăud. La ville de Târgu Mureș, un centre régional important, a subi la montée des eaux de la Târnava, même si on ne relève pas de dommages significatifs causés aux infrastructures.
Dans la région de développement Nord-Ouest, les județe de Bihor et de Cluj ont été également touchés, mais à une moindre échelle qu'en Harghita. Dans le județ de Cluj, plus de 100 maisons ont été inondées, autour de la ville de Turda. Les lignes de chemin de fer y ont ainsi été fermées. Les localités de Popești, Suplacu de Barcău et Valea lui Mihai ont aussi été touchées dans le județ de Bihor.
À la mi-août, la région de développement Nord-Est a été sévèrement atteinte, avec 1 473 personnes évacuées de leurs domiciles dans les județe de Iași, de Suceava et de Botoșani depuis le 16 août. Dans le județ de Suceava, 555 kilomètres de routes et près de 600 ponts sont inondés, ainsi que 520 maisons dont 16 ont subi des destructions sévères. Enfin, plusieurs réseaux de communication sont touchés, notamment les câbles électriques et fibres optiques.

### Europe centrale et région alpine

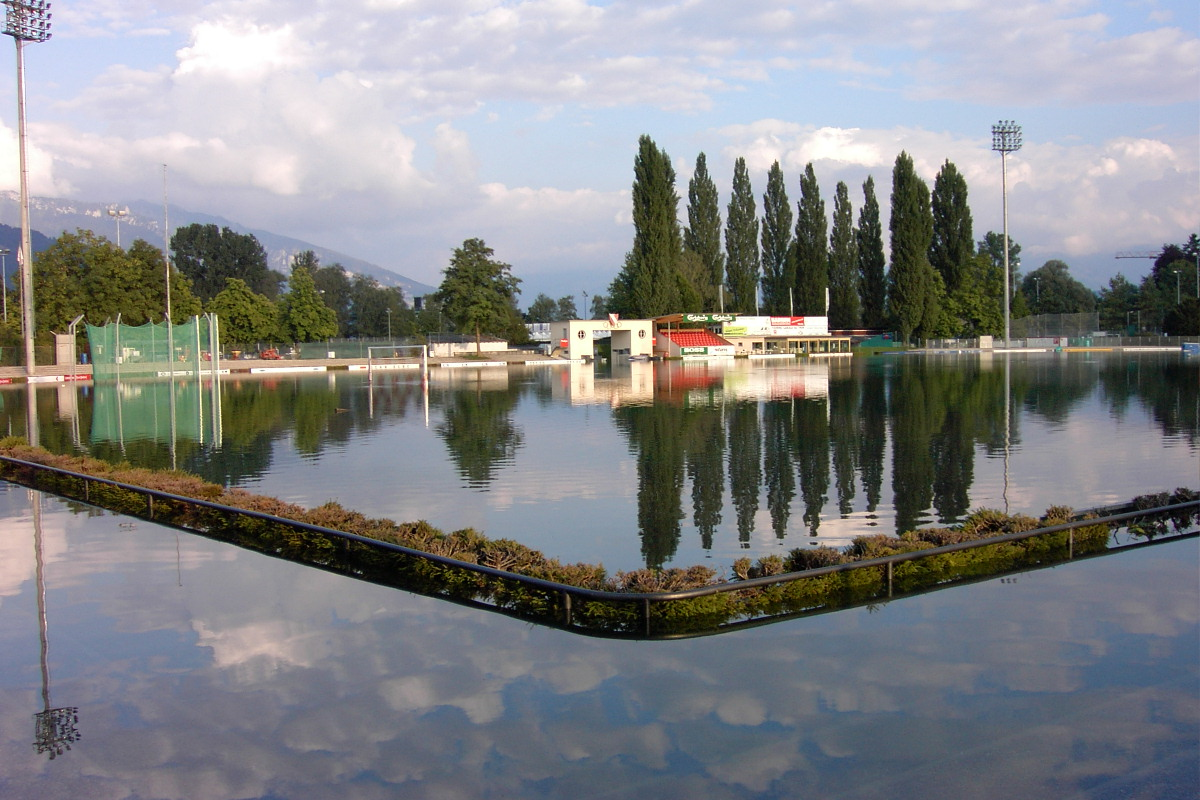
Stade inondé à Thoune en Suisse.

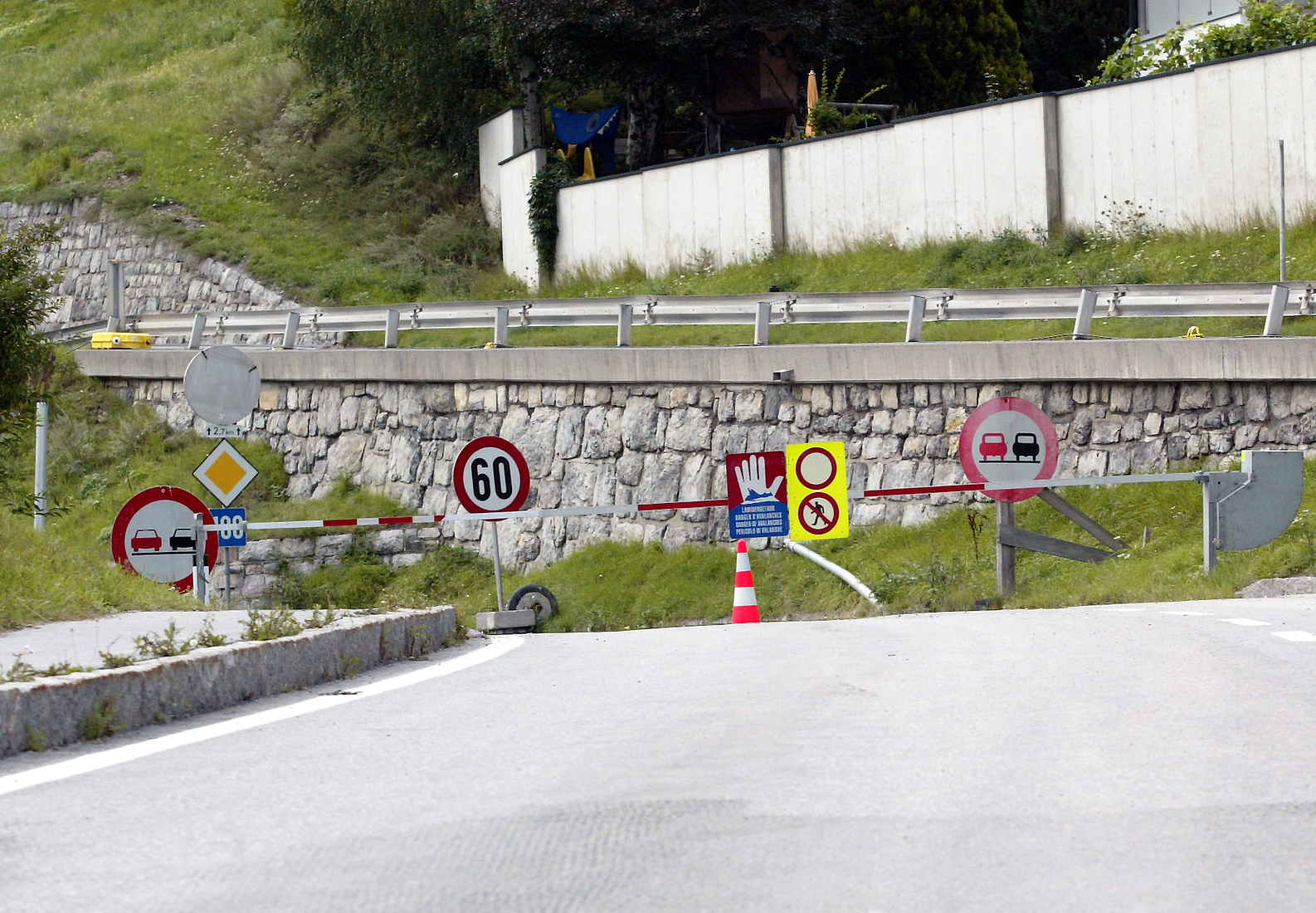
Fermeture de routes dans les Alpes.

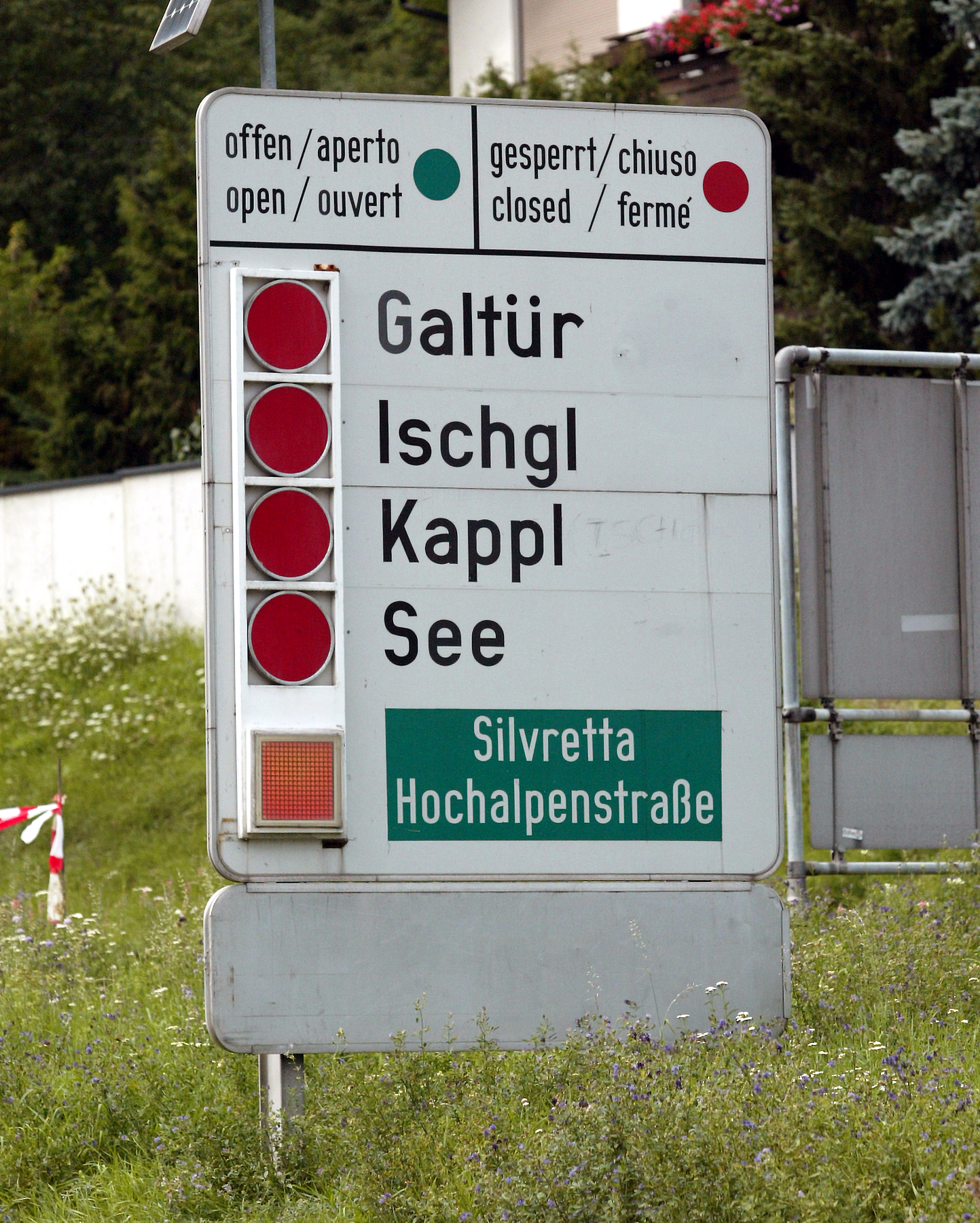
La vallée de Paznaun est coupée du reste de l'Autriche.

Le 22 août 2005, en Suisse centrale : des inondations sans précédent touchent le canton de Berne et la région du lac des Quatre-Cantons. La capitale, Berne, est durement touchée après que l'Aar a quitté son lit, et la ville de Brienz a dû évacuer 400 résidents.
Le village de Lauterbrunnen dans les Alpes bernoises a été complètement isolé. La seule sortie de la ville passe par une gorge très étroite, juste assez large pour accueillir la rivière, une route et une ligne de chemin de fer, et la rivière a gonflé jusqu'à occuper la totalité de la gorge. Cela a bloqué des milliers de touristes dans le village, dont la seule issue est par hélicoptère ou par la traversée à pied des hauts cols alpins.
Les États du Tyrol et du Vorarlberg en Autriche connaissent de nombreuses zones isolées par les routes inondées. La partie basse du Rhin a débordé, affectant le canton suisse des Grisons, ainsi que certaines parties du Vorarlberg. Le Danube et ses affluents ont débordé en de nombreux endroits, inondant certains landers en Allemagne, la Bavière en particulier. Quelques inondations et glissements de terrain sont rapportés en Basse-Autriche et dans l'État de Styrie.
Les inondations sont également la cause de la fermeture temporaire de certains cols de montagne, dont le col du Saint-Gothard en Suisse, et l'Arlberg en Autriche. Sur une section de l'Arlberg, la route et le rail ont été emportés. Les Chemins de fer fédéraux autrichiens ont publié un communiqué indiquant que la reconstruction de la ligne de chemin de fer prendrait au moins un mois. Les principales lignes de téléphone et de données entre le Vorarlberg et le reste de l'Autriche ont été détruites, et ont dû être remplacées par des communications radio.
À la suite de la raréfaction des pluies et de la baisse des inondations le 27 août, les habitants ont repris le chemin de leurs maisons, les routes et lignes rail ont été rouvertes, et le nettoyage a commencé.
En Pologne, sept ponts se sont effondrés. La Slovénie a également souffert des inondations en août.

### Autres pays
La Bulgarie et la Moldavie ont aussi été affectées, mais à une moindre échelle. En Bulgarie, trois mois de pluie et d'inondations ont tué 20 personnes et laissé 14 000 sans logement. Le pays a été touché par d'autres inondations en août, bien que cela n'ait pas causé des dommages aussi étendus. La Moldavie a aussi été touchée par des pluies torrentielles en août.